# Demétrio Panarotto

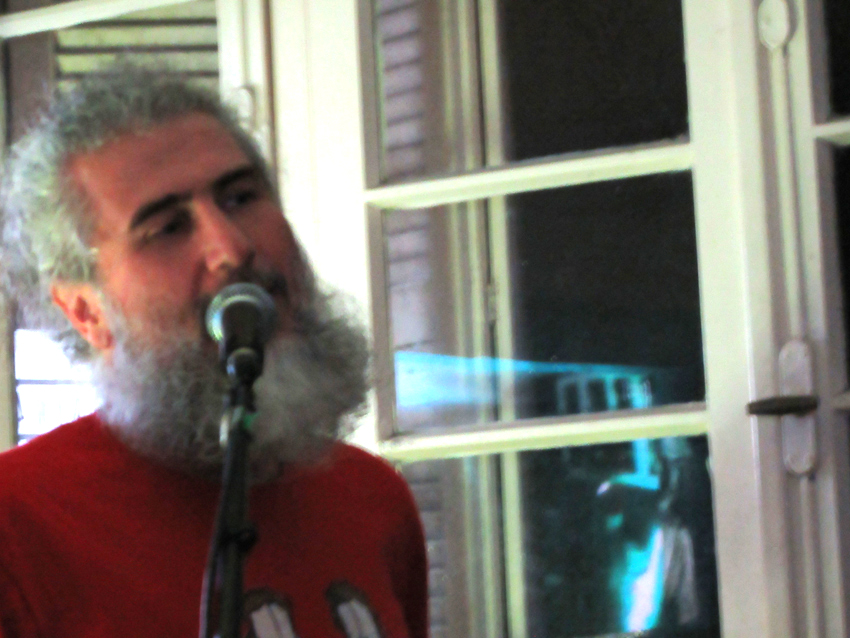
Demétrio Panarotto em show dos Irmãos Panarotto, 2019.

Demétrio Panarotto (Chapecó, 1969) é um músico, compositor, pesquisador, professor e literato brasileiro. Paralelamente a uma carreira musical com a Banda Repolho e projetos alternativos, louvados pela sua originalidade e irreverência, desenvolve atividades como acadêmico, palestrante e escritor. Publicou vários livros de poesia e prosa que lhe valeram o reconhecimento como um dos nomes de destaque da nova literatura do estado de Santa Catarina.

## Carreira

### Música
Nascido em Chapecó, no interior do estado de Santa Catarina, veio de uma família ligada à cultura. Seu pai era um leitor assíduo e sua mãe era pedagoga.
Sua carreira começou de forma independente, e na música. A Banda Repolho, fundada em 1991 por ele, seu irmão Roberto Panarotto e outros músicos, ganhou significativa notoriedade no seu estado. A banda seria conhecida em vários outros pontos do Brasil, lançando quatro CDs e três demos. Considerada original, extravagante, irreverente, fazendo uma síntese criativa de uma diversidade de fontes, entre elas o regionalismo e o rock, chegou a adquirir uma aura cult.

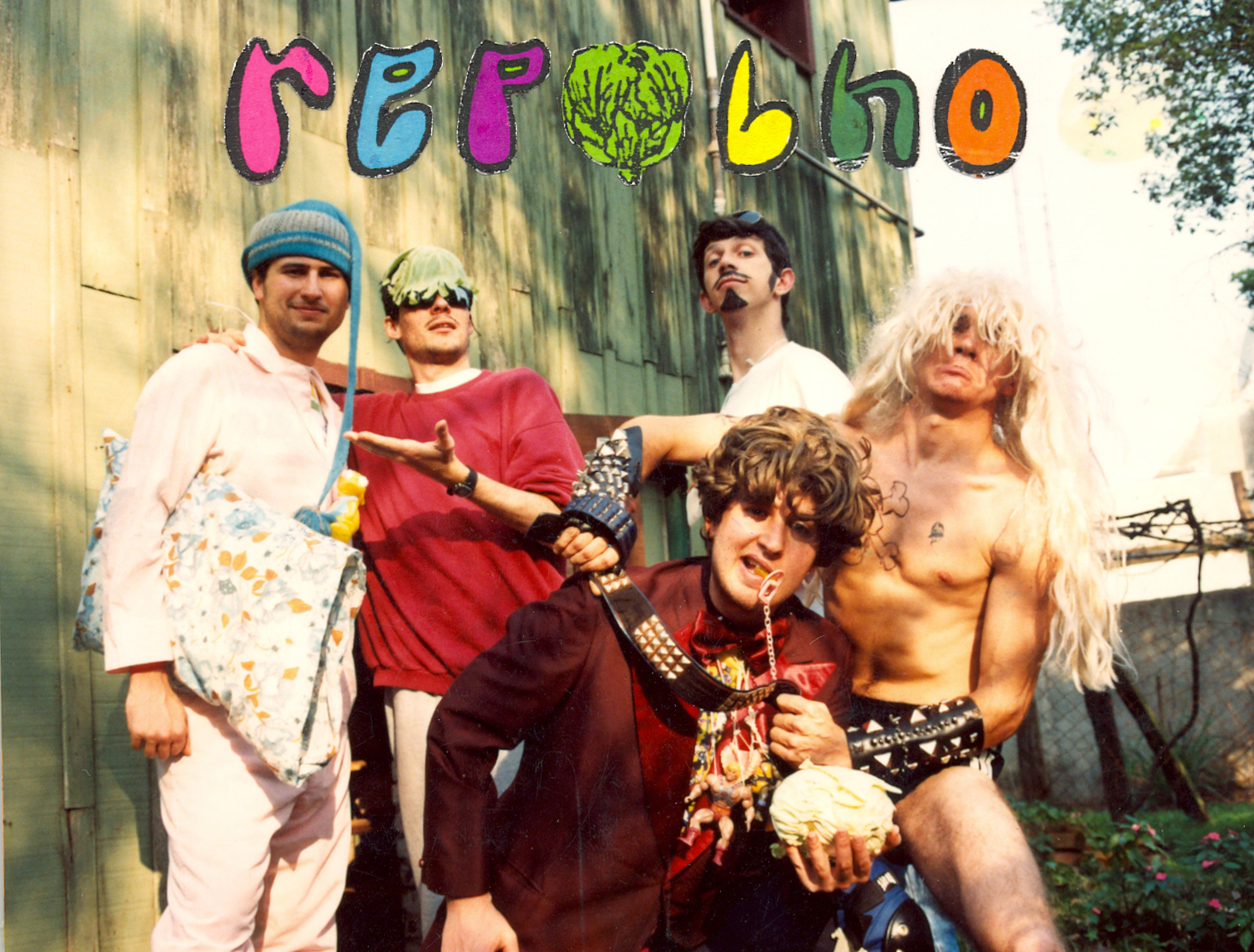
A banda Repolho em 2011. Demétrio é o primeiro à esquerda.

Segundo Eduardo Ferreira, a banda "contabilizou críticas em revistas e jornais de nomes de peso do cenário musical nacional – entre eles, Hermano Vianna, Kassin, Fernando Rosa (Senhor F), Carlos Eduardo Miranda, Alexandre Matias (Trabalho Sujo), Marcelo Camelo, Tom Zé, e vários outros". Foi considerada pela revista Senhor F como uma das bandas mais importantes e criativas da cena independente nacional. Para Alexandre Matias, "se há uma banda que colocou Santa Catarina no mapa musical e no cenário pop brasileiro, ela chama-se Repolho". De acordo com o portal Whiplash, que elogiou o grupo como "um dos mais cultuados e importantes da história do rock independente nacional", o Vol.3 se revelou o trabalho mais maduro e bem acabado até à data:
"Apesar dos grandes clássicos do Repolho — como 'Juvenal', 'Lilico' e 'Paulo Balanço' — estarem nos primeiros trabalhos, as canções de Vol. 3 mantêm um nível elevado do início ao fim. Se pode notar desde influências da poesia concreta & tropicalismo (como em "Ah! É!" com suas referência ao Tom Zé, entre outras), mangue beat (em 'Dotô Paxeco'), punk (com Wander Wildner em 'Os desafinados também amam' e em todo o espírito independente de 'faça você mesmo'), benga music (em 'Benga na Alemanha'), vinhetas comerciais de brinquedos antigos (em 'Lá Lé Li Ló Lú') e, claro, o bom e velho (e velho, e velho, e velho) Róque Em Rou. Um destaque é 'Em Etapu', composição cascavellética exclusiva de Flávio Basso".
Em 2001 iniciou um projeto paralelo com seu irmão Roberto, o Irmãos Panarotto, que lançou três CDs. O lançamento do clipe "Chapecó Texas", dos Irmãos Panarotto, ocorreu no Museu da Imagem e do Som de Santa Catarina. O CD 2Violão e 1Balde (2004) teve boa repercussão no centro do país e Hermano Vianna falou sobre o som: 
"Geralmente não gosto de música engraçada. É igual piada, não funciona na segunda audição. Daí o meu espanto de já ter escutado este 2Violão e 1Balde várias vezes, compulsivamente, e ter chegado, sem mais nem menos, à conclusão seriíssima que é um dos melhores discos da história do pop nacional. Diretamente de Chapecó, oeste profundo de Santa Catarina, os Irmãos Panarotto desconstroem o punk, o iêiêiê, o funk carioca, o folclore gauchesco, tudo sob o comando da produção pós-eletroacústica do meu ídolo Marcelo Birck. O resultado: iluminação estética e eternas gargalhadas".

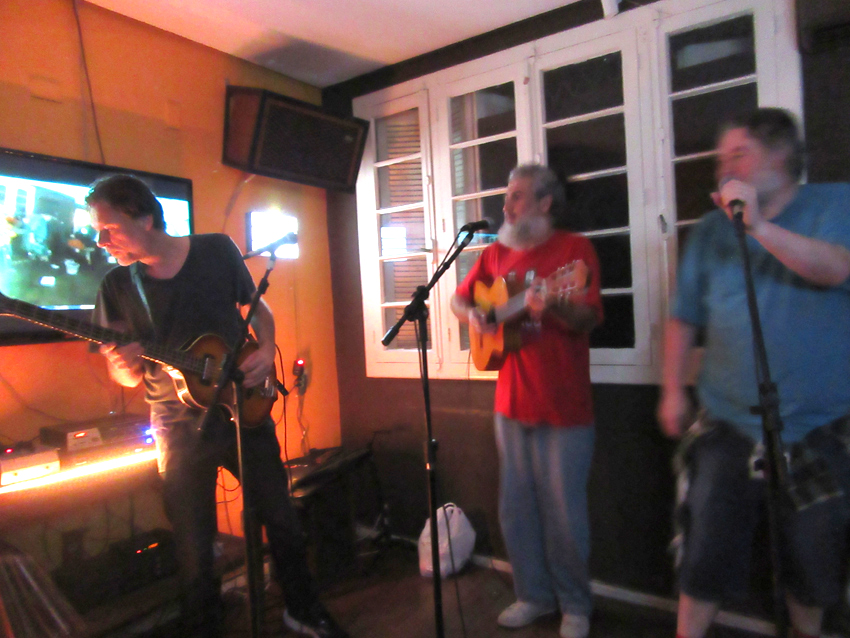
Thomas Dreher, Demétrio Panarotto e Roberto Panarotto. Show dos Irmãos Panarotto em 2019 em Porto Alegre.

Os projetos dos Panarotto deixaram uma marca especialmente forte no rock gaúcho, desenvolvendo muitos contatos e parcerias com músicos e bandas como Graforréia Xilarmônica, Aristóteles de Ananias Jr., Leandro Blessmann e Thomas Dreher. Descendentes de colonos italianos, falando com sotaque típico da região, a estética musical dos Panarotto tem uma forte base de crítica social, exercida principalmente através do humor e do escracho, e desenvolveu ao longo dos anos o conceito de "colonagem cibernética", incorporando às informações globais e tecnologias digitais as raízes culturais da região. Fernando Rosa, editor da Senhor F, considerou seus discos "uma espécie de crônica de Chapecó", e Demétrio falou sobre isso:
"Vale lembrar que alguns escritores consagrados eternizaram cidades fictícias. Nós não precisamos criar uma ficção, pois a realidade (da nossa cidade) nos dá todos os subsídios! E se engana quem pensa que a 'crônica' é apenas de uma cidade do interior. É muito mais do que isso, ou seja, uma 'crônica' do Brasil através do olhar de uma cidade interiorana. E, é claro que as músicas [...] revelam situações e histórias não apenas locais. Mas deixa no folclore prá não magoar ninguém. [...] Estamos deslocados histórica e geograficamente, mas nem por isso estamos deslocados das coisas que estão acontecendo no mundo. Reafirmamos novamente, é a brincadeira da 'Colonagem Cibernética': independente da onde nós estivermos, procuramos nos conectar com o mundo. E, talvez (de novo) seja por isso que a nossa relação com esses centros citados se estabeleça a partir de um grande respeito. Respeitamos todas as informações (nem por isso aceitamos todas), processamos e as devolvemos a partir desta ótica deslocada em forma daquilo que consideramos música".

### Literatura
Graduou-se em Letras Português/Inglês em 2001 na Universidade Comunitária de Chapecó, fez mestrado em Literatura (2005) e doutorado em Teoria Literária e Literatura Brasileira (2012) pela Universidade Federal de Santa Catarina. Tem vários artigos de pesquisa publicados. Sua dissertação de mestrado sobre Tom Zé foi usada como referência por vários outros pesquisadores. Foi membro do Conselho Editorial do Suplemento Cultural de Santa Catarina, órgão da Fundação Catarinense de Cultura.
Publicou artigos críticos, contos e poemas em diversas revistas especializadas em literatura, como a Cândido, jornal da Biblioteca Pública do Paraná, a Germina — Revista de Literatura e Arte, a Revista Crítica Cultural, órgão da UNISUL, a Subtrópicos — Revista da Editora da UFSC e a Nerval — Revista de Poesia. Sua literatura tem sido mostrada em diversos eventos, festivais e debates pelo Brasil, oficiais e independentes. Podem ser destacadas, por exemplo, sua atuação como mediador de debates no Salão do Livro da Serra Catarinense de 2014, e sua participação como um dos dois destaques do Circuito de Autores, atividade do Projeto Arte da Palavra do SESC, cuja edição de 2018 em Caruaru ocorreu em parceria com a Faculdade de Filosofia, Ciências e Letras de Caruaru. Segundo a revista Algo Mais de Pernambuco, o projeto é "uma das maiores ações de promoção da literatura em circulação no país". Sua produção literária tem recebido a atenção de diversos críticos. Sua primeira publicação, a coleção de poemas Borboletas e Abacates (2000), foi prefaciada por Tom Zé, que chamou a atenção para as sonoridades das combinações verbais e o chamou de "jovem poeta que se filia à linhagem dos moços para quem a morte já é tema recorrente. Tal como nossos Alphonsus, ou especialíssimos dos Anjos". Para Artur Giorgi, 
"Demétrio Panarotto parece levar a sério o jogo de montagem e desmontagem desses lugares da linguagem onde prevalecem as próteses de origem e de fim. [...] Na poesia de Panarotto, a irritação nervosa do entrelugar (entre corte e prolongamento, som e sentido, mas sempre, e principalmente, entre cultura e barbárie, progresso e ruína, modernidade e arcaísmo) se mostra em verso e prosa, muitas vezes por meio do escárnio ou da sátira, como se em sintonia anacrónica, poderíamos dizer, com o barroco de Gregório de Mattos, esse alienado do cânone, sequestrado da formação da literatura brasileira. [...] As vozes, os sujeitos, os personagens na poesia de Panarotto assumem frequentemente o lugar dos refugados. Em termos benjaminianos, corresponderiam, nesse sentido, aos vencidos, aos silenciados, às vítimas do cortejo do progresso e sua violência constituinte, por isso reincidente. À sua espera por reparação responderia, segundo o programa de uma filosofia por vir, uma rigorosa leitura a contrapelo da história. Não obstante, mais de acordo com o vocabulário de Panarotto, talvez pudéssemos nomear essas figuras de malditas".
Falando sobre o livro de contos Ares-Condicionados (2015), Carlos Henrique Schroeder disse: "Um do fundadores da lendária banda Repolho, de Chapecó, o professor de literatura Demétrio Panarotto estreia no conto depois de três instigantes livros de poemas. E justamente a precisão do poeta, com cada palavra em seu devido lugar, e um incrível senso metafórico, faz desta reunião de breves narrativas uma pequena obra-prima, um belo exemplo do caminho que o conto pode nos levar". Silvério da Costa apontou o caráter surrealista das situações e o tom existencialista do texto, que denuncia "o embuste, a subserviência" da vida comum e o "comportamento de manada" das pessoas, elogiando ao mesmo tempo o estilo sutil, irônico e espontâneo, sua "maestria da arte de narrar" e "a inventividade da linguagem". Artur Giorgi disse que ele "mantém afinidade com a teoria poética e a filosofia da cultura críticas do mal-estar que marca a claustrofobia das sociedades de controle". Já Paulino Junior ressaltou a "engenhosidade na montagem das cenas e a meticulosidade no encadeamento rítmico". Os rituais e ritmos, a segurança e a previsibilidade do cotidiano, são constantemente interrompidos por desvios e acidentes na rota programada. "A obra evidencia uma perturbadora falta de sentido e o vazio da existência em que teimamos acreditar que estamos atribuindo algum significado, seja no papel de protagonista, coadjuvante ou espectador de tragicomédias que, não raro, descambam para o nonsense". Não apenas no plano narrativo o livro tem interesse, segundo Paulino: "O recurso à metaficção, presente em diversos contos, também combina com a referida noção de reciclagem (dos fatos). Impasses na apresentação de personagens e no desenvolvimento narrativo, assim como pontos de vista divergentes, são tratados diretamente no texto. A criação questiona o próprio processo, o artifício maneja o artifício, e não deixa esquecer que estamos diante de uma obra (lúdica) de ficção. [...] Demétrio Panarotto reprocessa os péssimos hábitos na realidade para compor boa ficção. E do produto final resulta o convite para respirarmos um pouco de ar que não seja condicionado".
Desencadeou boas respostas também a trilogia poética Cerzindo e Cozendo, composta de No Puteiro (2016), Café com boceta (2017), e Blasfêmia (2018). Como sugerem seus títulos, os textos trazem forte carga transgressora. São poemas políticos tingidos de erotismo, falando sobre "os agenciamentos da vida na constante troca do corpo por aquilo que se pode chamar de capital simbólico". Marcelo Labes escreveu: "Venham pro pau escritores oficiais, mamadores das tetas do governador, amantes das primeiras, segundas e terceiras damas oficiais. Café com Boceta está sem açúcar e a linguagem nada tradicional desta resenha menos tradicional ainda só foi permitida a) pelo excesso de café, b) pelo cão da vizinhança que não para de ganir e c) pelo incômodo causado após a leitura deste volume preciso de versos livres e que ousam a liberdade, escritos por Demétrio Panarotto, poeta forte, contista que dá porrada, rockeiro de balde do oeste do estado e sabe-se lá o que (tudo) mais". Resenhando a trilogia na revista Muitas Vozes, Tiago Breunig disse: 
"O escritor, compositor e professor catarinense Demétrio Panarotto costuma afirmar que a dispersão governa o seu ato da escrita, que escreve na brecha entre as atividades que se impõem como imperativas. Governando, no entanto, a dispersão, Panarotto (2017, p. 22) abre uma brecha para, criticando os governos das nossas vidas e corpos, auscultar 'uma brecha' 'da escuta', 'uma frincha na parede' que nos separa, como 'uma racha' que, paradoxalmente, impossibilita a relação entre os corpos. [...] A trilogia evoca, assim, uma velha tradição da arte que consiste em retratar as relações sociais por meio de relações sexuais, evidenciando um poder que originariamente se exerce sobre os corpos. Na tradição das letras latinas, remonta, ao menos, ao Satyricon, considerado um precursor do romance, misto de prosa e poesia, como, inclusive, a trilogia em questão, estruturada em fragmentos numerados intercalados entre poesia e prosa. [...] A atualidade do livro de Panarotto, confirmando, inclusive, a relação da tradição em que se inscreve com momentos de crise, se comprova em um momento em que a linguagem sexual, antes restrita a imagens das linguagens da arte e dos cidadãos supostamente impotentes diante do poder, se manifesta deliberadamente no discurso de um congressista brasileiro ao comparar metaforicamente o comportamento na casa a partir da qual se enuncia a uma suruba".
O poeta e professor Cristiano Moreira colocou Panarotto entre os novos autores catarinenses merecedores de destaque. Foi homenageado como Cidadão Cultura 2015, distinção oferecida pelo portal matogrossense homônimo especializado em cultura e literatura. Nesta ocasião, Eduardo Ferreira, em matéria para o portal, disse que "o cara é uma máquina de criatividade". Para Antônio Lacarne, 
"Demétrio Panarotto é o exemplo de artista que nos mostra uma criatividade vigorosa, seja em seus poemas, contos, ou até em livros infantis. O poema Aula de cochilo (oração para várias vozes) foi trabalhado em sala de aula com os meus alunos do ensino fundamental e causou um estardalhaço de impressões, o que significa que o autor domina a comunicação com diferentes públicos, e o resultado disso instiga o prazer que a literatura proporciona".
Uma pequena amostra do seu estilo pode ser encontrada num trecho do conto "Parágrafos Avulsos", do livro Ares-Condicionados, e abaixo, no início do poema "Lotação", do livro Lotação:
"... é engraçado, pois a gente sempre está próximo de uma coisa que é distante; ao mesmo tempo distante de uma coisa que é próxima; e isso nos confunde, nos coloca em apuros, mas seguimos, sem muitas vezes percebermos que entendemos menos daquilo que imaginávamos que sabíamos, e um pouquinho mais de coisas que nem sempre damos atenção; pensando nisso, ele se distraiu e tirou o pé da calçada; colocou na rua por mero impulso; passava um ônibus naquele momento rente ao meio-fio; ..."
Lotação
há um homem chorando no lotação
latão lotado luto
lá menor
prostrado em um dos bancos da parte de trás
carrega mais do que supõe
suporta supérfluo
superstição não
as engrenagens derretem os arquivos
as forças descarnaram
[...]

### Outras atividades
É professor e ministrante de cursos e oficinas nas áreas de literatura, música e cinema. Foi professor na UFSC, na Unochapecó, e atualmente é professor de Roteiro no Curso de Cinema da Universidade do Sul de Santa Catarina. Foi um dos roteiristas da adaptação para o cinema do livro As Fantasias Eletivas de Carlos Henrique Schroeder. Foi um dos diretores do curta-metragem Cerveja Falada (2010), que recebeu vários prêmios. Na descrição da Prefeitura de Florianópolis, que exibiu o filme no Cineclube Pitangueira, é "um trabalho de resgate de parte da memória de um cidadão de 93 anos de idade que acompanhou as movimentações do século XX, mas que mantém o tempo parado dentro de sua cervejaria. Uma vida dedicada à paixão pelo trabalho e à manutenção de uma tradição familiar".
Foi o idealizador do programa Quinta Maldita na rádio Desterro Cultural. O programa divulga poesias e seu módulo Quinta Maldita Ao Vivo tem formato de sarau. Participou de um projeto com o Overmundo, sob a curadoria de Hermano Vianna, que mapeou a produção cultural recente no país, fazendo sua articulação em Santa Catarina.

## Obras

### Música[13]

#### Com a banda Repolho
- Chapô a Galeria, Demo, 1993, Independente.
- Repolho e a Horta da Alegria, Demo, 1994, Independente.
- Campo e Lavôra, Demo, 1995, Independente.
- Volume 1, CD, 1997, Grenal Records.
- Volume 2,  CD, 2001, Independente.
- Sorria meu bem, compacto, 2004, Independente.
- Volume 3,  CD, 2006, Independente.
- Volume 4,  CD, 2009, Independente.

#### No projeto Irmãos Panarotto
- 2Violão e 1Balde, CD, 2004, Independente.
- Chamando Chuva, CD, 2012, Independente.
- Parangolés, bricolagens e outras criatividades que aprendemos nas aulas de arte ou Bergamotiando, CD, 2018, 180 Selo Fonográfico.

### Literatura[50]
- Borboletas e abacates, poesia, Argos, 2000;
- Mas é isso, um acontecimento, poesia, Editora da Casa, 2008;
- 15’39”, poesia, Editora da Casa, 2010;
- Crônica para um defunto, dengo-dengo cartoneiro, poesia, 2013;
- O assassinato seguido de La bodeguita, contos, Butecanis Editora Cabocla, 2014;
- Poema da Maria 3D, conto, Coleção Formas Breves, 2015;
- Ares-Condicionados, contos, Nave, 2015;
- A de Antônia, infantil, Miríade, 2016;
- No Puteiro, poesia, Butecanis Editora Cabocla, 2016;
- Café com Boceta, poesia, Butecanis Editora Cabocla, 2017;
- Blasfêmia, poesia, Butecanis Editora Cabocla, 2018;
- 18 Versos para o funeral de Demétrio Panarotto, poesia, Papel do Mato, 2018;
- Tratamento da Imagem, conto, Selo Patifaria, 2018;
- Arquipélago, infantil, Selo Patifaria, 2018;
- Lotação, Medusa, 2018.